# Атяшево (село, Атяшевский район)
Атя́шево (эрз. Отяжеле) — село в Атяшевском районе Мордовии, административный центр Атяшевского сельского поселения.

## Этимология
Название-антропоним: от дохристианского мордовского имени Атяш (Отяж).

## География
Расположено у восточной окраины пгт Атяшево (райцентр) в 75 км к северо-востоку от Саранска и в 40 км к юго-западу от Алатыря.
Через село проходит автодорога Чамзинка — Ардатов (часть маршрута Саранск — Алатырь), на юг отходит автодорога в село Дубёнки (к автодороге Р178).
Рядом, в посёлке Атяшево, находится ж.-д. станция Атяшево на линии Ромоданово — Канаш.

## Описание
В селе имеются средняя школа, фельдшерско-акушерский пункт, магазин. Село газифицировано.
Близ села находятся археологические памятники — курганы срубной культуры бронзового века.
Атяшево — родина учёных М. Ф. Жиганова, Л. Д. Калинкиной, Г. А. Корнишиной, Т. И. Раздолькиной, Д. П. Рассейкина, Г. С. Сюваткина, И. В. Слушкина, С. И. Юношева, спортсмена В. П. Раздолькина, О. В. Ишуткина.
| 2002 | 2010  |
| ---- | ----- |
| 1648 | ↘1490 |

## История
Основано в 1-й половине XVII в. переселенцами из деревни Атяшево Сулеменского беляка (ныне в Большеигнатовском районе). По переписи 1671 г., в Атяшеве — 23 двора (31 чел. мужского пола), 5 пустых дворов. Крестьяне занимались в основном земледелием, а также охотой, рыболовством, бортничеством, хмелеводством, изготовлением деревянной посуды, телег. Жители участвовали в Гражданской войне 1670—1671 гг. (4 крестьянина убиты в битве на р. Кандарать). В июле 1774 г. при переходе из г. Алатыря в Саранск в Атяшеве побывал со своими отрядами Е. И. Пугачёв.
В селе находились земское народное училище 1-й ступени (1840), земская библиотека (1896), Вознесенская церковь (1787), волостное правление, почтовое отделение, 1 паровая и 13 ветряных мельниц; устраивались базары и ярмарки.
До 1863 г. Атяшево — центр приказа Алатырской удельной конторы. До 1928 г. — волостной центр Ардатовского уезда Симбирской губернии. В 1928—1932 гг. — райцентр Атяшевского района.
В 1930 г. были созданы колхозы «Дружный», «Красный Октябрь», им. Сталина, МТС; в 1956 г. — колхоз им. 22-го съезда КПСС; с 1992 г. — СХПК «Атяшевский».

## Источник
- Энциклопедия Мордовия, И. С. Марискин, О. И. Марискин.